# Bieluńce (sielsowiet Bieniakonie)
Bieluńce (biał. Бялюнцы; ros. Белюнцы) – wieś na Białorusi, w obwodzie grodzieńskim, w rejonie werenowskim, w sielsowiecie Bieniakonie.
W dwudziestoleciu międzywojennym początkowo wchodziły w skład okręgu wileńskiego Zarządu Cywilnego Ziem Wschodnich (1919 - 1920), później Litwy Środkowej (1920 - 1922), gdzie przynależały do powiatu oszmiańskiego i gminy Dziewieniszki.
Po przyłączeniu do Polski do 1 lipca 1926 leżały w Ziemi Wileńskiej, w powiecie oszmiańskim, w gminie Dziewieniszki; następnie w województwie nowogródzkim, w powiecie lidzkim, w gminie Bieniakonie.